# Prehistòria de Sibèria
La prehistòria de Sibèria ve determinada per cultures arqueològicament diferents. En el Calcolític, les cultures de Sibèria occidental i meridional eren ramaderes, mentre que la taigà oriental i la tundra foren dominades per caçadors recol·lectors fins a finals de l'edat mitjana i fins i tot després. Els canvis substancials en la societat, l'economia i l'art indiquen el desplegament del nomadisme a les estepes centreasiàtiques durant el primer mil·lenni ae.

## Història de la recerca
La recerca científica del passat arqueològic de la zona entre els Urals i el Pacífic començà durant el regnat de Pere I (1682-1725), que ordenà la recol·lecció dels tresors d'or escita i rescatà, així, el contingut de diverses tombes saquejades. Durant el seu mandat, s'encarregaren algunes expedicions de recerca científica, antropològica i lingüística de Sibèria, incloent la segona expedició a Kamtxatka del danés Vitus Bering (1733-1743). Els investigadors també s'interessaren per l'arqueologia i feren les primeres excavacions arqueològiques de kurgans siberians. Després d'una disminució momentània de l'interès en la primera meitat del s. XIX, la recerca arqueològica a Sibèria tingué un nou auge a la fi del s. XIX. Les excavacions foren particularment intenses a Sibèria meridional i l'Àsia central. Els resultats de la Revolució d'Octubre de 1917 creà altres condicions, sovint restringides, per a la recerca arqueològica, però conduïren a projectes encara més grans, especialment excavacions de rescat. Fins i tot zones remotes de la Unió Soviètica com Sakhà i Txukotka foren explorades arqueològicament. Després de la Segona Guerra Mundial, les labors hi continuaren. Després del col·lapse de la Unió Soviètica al 1991, es feu possible una col·laboració molt més propera amb Occident.

## Topografia

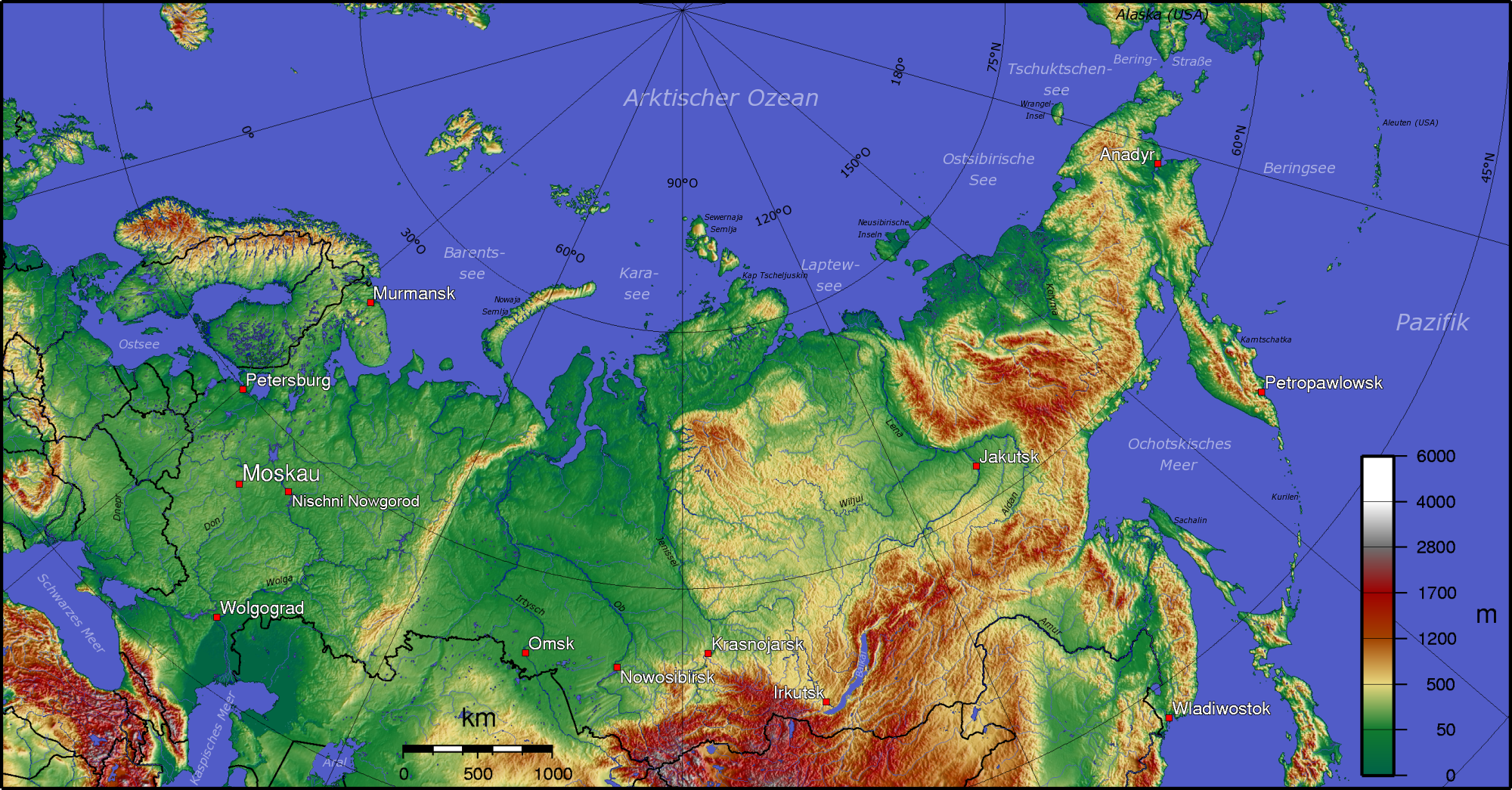
Topografia de Rússia

Sibèria es caracteritza per una gran varietat de climes, vegetació i paisatges. A l'oest, limita amb les muntanyes Urals. A partir d'allí, les terres baixes de l'oest de Sibèria s'estenen cap a l'est, fins al riu Ienissei. Després es troben les terres altes centrals de Sibèria, que estan delimitades a l'est per la conca del riu Lena, i més endavant són les terres altes del nord-est. Sibèria limita al sud amb una cadena accidentada de muntanyes i al sud-oest amb els pujols de la frontera kazakh. El clima a Sibèria és molt variable. Sakhà, al nord-est del Lena, es troba entre els llocs més freds de la Terra, però cada any les temperatures poden fluctuar en més de 50 °C, des de -50 °C a l'hivern fins a 20°C a l'estiu. Les precipitacions són molt escasses. Això també ocorre al sud-oest, on estepes, deserts i semideserts confinen entre si.
Actualment, l'agricultura sense reg artificial només és possible a Sibèria entre 50° i 60° de latitud nord. La situació climàtica és responsable dels diferents biomesde la zona. Al sector més septentrional, hi ha tundres amb vegetació mínima. La major part de Sibèria, a part de les regions muntanyenques, té taigà, amb boscs de coníferes al nord. Al sud-oest, aquesta es converteix en estepa boscosa, i més al sud, canvia a estepes herbàcies i al desert de l'Àsia central.
Abans del començament de l'holocé, fa uns 12.000 anys, la situació era diferent. Durant el darrer període glacial (des d'abans de 115.000 anys fins a uns 15.000 anys), la tundra s'estenia molt més al sud i una capa de gel cobria els Urals i l'àrea a l'est del baix Ienissei.

## Ressenya històrica

### Neolític (fins a l'any 2400 ae)
Les troballes del Paleolític inferior semblen testificar-se entre Kazakhstan oriental i Altai. L'enterrament d'un nen neandertal trobat al 1938 mostra semblances amb el mosterià de l'Iraq i l'Iran. En el Paleolític superior, per contra, la majoria de les restes es troben als Urals, on, entre d'altres, s'han trobat talles rupestres que representen mamuts, a Altai, a l'alt Ienissei, a l'oest del llac Baikal, d'al voltant de 25000 ae, a la costa del mar de Làptev, al nord del cercle àrtic. Es van trobar restes de barraques en l'assentament de Mal'ta, a prop de Irkutsk. Les estatuetes d'animals i dones (Venus de Mal'ta) fan recordar el Paleolític superior europeu. El paleolític siberià continua fins a ben entrat el Mesolític europeu. En l'holocè, la taigà es desenvolupà. No s'hi han trobat micròlits, que sí que són comuns en altres llocs.
Al nord d'Àsia, el Neolític (5500-3400 ae) és un terme bàsicament cronològic, ja que no hi ha evidència d'agricultura o fins i tot de pasturatge a Sibèria durant el Neolític centreeuropeu. Les cultures neolítiques del nord d'Àsia, però, es distingeixen de les cultures mesolítiques precedents i són molt més evidents com a resultat de la introducció de la ceràmica.
El sud-oest de Sibèria assolí un nivell cultural neolític durant l'Eneolític, que començà cap a finals del quart mil·lenni ae, i coincidí aproximadament amb la introducció del treball amb coure. A les regions septentrional i oriental no s'observa cap canvi perceptible.

### Edat de bronze (2400-800 ae)
En la segona meitat del tercer mil·lenni ae, el bronze arriba a les cultures de l'oest de Sibèria. Els grups calcolítics dels vessants de l'est dels Urals van desenvolupar l'anomenada cultura d'Andrónovo, que adoptà diferents formes locals. Els assentaments d'Arkaim, Olgino i Sintashta són particularment notables com els primers indicis d'urbanització a Sibèria. A les valls de l'Obi i de l'Irtix les mateixes cultures ceràmiques testificades durant el Neolític hi continuaren; els canvis a la regió de Baikal i Sakhà van ser molt lleus.

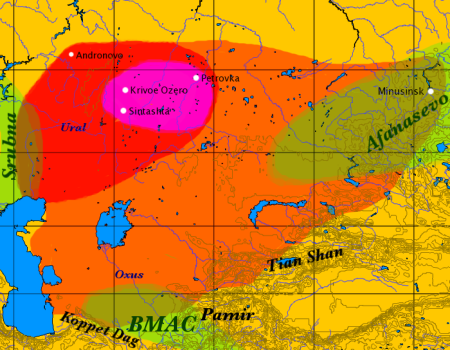
L'extensió de la cultura d'Andrónovo (en roig) durant l'edat del bronze mitjà

En l'edat del bronze mitjà (1800-1500 ae), la cultura d'Andrónovo de Sibèria occidental s'expandí notablement cap a l'est i fins i tot arribà a la vall del Ienissei. En totes les expressions locals de la cultura d'Andrónovo hi ha ceràmiques homogènies, que s'estenen també a les cultures de l'Obi. Ací, però, es van mantenir també tradicions ceràmiques neolítiques úniques.
Amb el començament de l'edat del bronze tardana (1500-800 ae), hi hagué desenvolupaments culturals crucials al sud de Sibèria. La cultura d'Andrónovo es dissolgué; els seus successors del sud crearen una ceràmica completament nova, amb elements ornamentals bulbosos. Alhora, les cultures del sud també produïren noves formes de treballar el bronze, probablement com a resultat de la influència del sud-est. Aquests canvis foren especialment significatius a la regió de Baikal. Allí, la cultura material calcolítica que havia continuat fins llavors fou reemplaçada per una cultura de bronze. Allí i a Yakutia, el bronze sols s'usà com a material per primera vegada en aquest moment.

### Edat de ferro (800 ae-500 de)
La durada cultural a l'Obi continuà en el primer mil·lenni ae, quan començà l'edat del ferro a Sibèria; l'estil ceràmic local perdura en aquest període. A l'estepa centreasiàtica se'n produí una divisió més gran: la societat sedentària, predominantment pastora de finals de l'edat del bronze es reemplaçada pels nòmades a cavall, que continuarien dominant aquesta regió fins als temps moderns. La mobilitat, que possibilitava la nova forma cultural, desencadenà una dinàmica poderosa, perquè d'aleshores ençà els pobles de l'Àsia central pogueren travessar l'estepa en gran nombre. Això no afectà les cultures sedentàries veïnes. L'antiga Xina fou amenaçada pels Xiongnu i els seus veïns; els antics estats de l'Iran actual s'enfrontaren als massàgetes i saces, i l'Imperi Romà fou confrontat pels huns. Els canvis socials estan clarament indicats en les troballes arqueològiques. Ja no hi ha assentaments: els membres de la nova elit foren soterrats en kurgans ricament moblats i es feien formes d'art completament noves.
A les estepes més humides del nord, la sedentària cultura pastora de l'edat del bronze tardana es desenvolupà sota la influència de la cultura material dels nòmades. Els assentaments protourbans com Tshitsha formen la cultura irmènia tardana de l'oest de Sibèria i els assentaments al nord de l'àrea cultural de Xiongnu.

## Període posterior
En molts indrets, la transició a períodes posteriors continua sent complexa a causa de la manca de proves arqueològiques. Algunes generalitzacions, però, se'n poden fer. A les estepes de l'Àsia central, els grups turquesos es tornen recognoscibles al s. V. Al llarg dels segles següents, s'expandeixen cap al nord i l'oest fins que, en acabant, controlaren tot el sud de Sibèria. La zona més al nord, on es trobaven els parlants de llengües uralianes i paleosiberianes, és encara poc coneguda. La següent ruptura clara en la història de Sibèria és l'expansió russa cap a l'est, que comença al s. XVI i que només conclogué al s. XIX. Aquest procés marca el començament de la modernitat a Sibèria.

## Pobles i llengües
La primera evidència històrica de l'àrea apareix al principi del primer mil·lenni ae, amb fonts de l'Orient Pròxim. Les fonts gregues i xineses apareixen una mica més tard. Algunes afirmacions sobre els pobles i les llengües de la zona només són possibles a partir de l'edat del ferro. En èpoques anteriors i a la part nord de Sibèria, només es disposa de proves arqueològiques. Algunes teories, com la hipòtesi dels kurgans de Marija Gimbutas, intenten relacionar famílies lingüístiques hipotètiques amb cultures arqueològiques, però aquest és un mètode imprecís.
Des del primer mil·lenni ae, quan les cultures alfabetitzades veïnes entren en contacte amb la gent de l'estepa, se'n pot fer afirmacions fiables. A l'estepa del nord de la mar Negra i a l'est de la mar Càspia, les fonts gregues, assíries i perses parlen dels nòmades a cavall, que es poden considerar parlants de llengües iràniques. Els primers informes de l'antiga Xina sobre els nòmades del nord xinés daten del mateix període: amb altres grups no identificats dels texts de la dinastia Shang i Zhou, els Xiongnu són dignes d'esment. Pels noms personals i títols transmesos en fonts xineses, alguns estudiosos han intentat identificar l'idioma dels Xiongnu com una llengua turca primerenca, una llengua protomongòlica o una llengua ienisseiana. A la primeria de l'edat mitjana, els pobles irànics desaparegueren i, al seu lloc, els pobles turcs s'expandiren per tota la zona entre l'extrem oriental d'Europa i el nord-est de Sibèria. Al nord de les estepes asiàtiques es degueren establir els parlants de les llengües uràliques i paleosiberianes. A l'edat mitjana, també hi apareixen pobles túrquics, però el seu abast prehistòric no és clar.

## Cultures

### Sibèria abans de l'Eneolític
Les primeres troballes arqueològiques conegudes de Sibèria daten del Paleolític inferior. En alguns llocs de Sibèria occidental, la regió de Baikal i Sakhà, s'han trobat llocs d'emmagatzematge des dels primers temps del Neolític, que han romàs en ús durant segles. Junt amb assentaments de carpes que no deixaven vestigis, hi havia també barraques, sovint soterrades lleument, amb parets i sostres d'os animal i banyes de ren. Les eines i armes es feien sobretot de pedra, pissarra i os, amb poques diferències entre si malgrat l'ampli abast cronològic i geogràfic. En alguns assentaments s'han trobat antigues peces d'art, com ara escultures i gravats d'éssers humans, animals i abstractes. Els habitants del Paleolític i Mesolític de Sibèria eren caçadors recol·lectors, i les seues preses eren mamuts i rens, i ocasionalment peixos. Al s. VI ae, la terrisseria s'estengué per tota Sibèria, que els estudiosos consideren el principi del Neolític siberià. A diferència d'Europa i Orient Pròxim, aquest fet no marcà un canvi important en l'estil de vida, l'economia o la cultura.

### Caçadors recol·lectors aSakhài la regió delBaikal
Els habitants prehistòrics de les vastes àrees de la taigà i la tundra a l'est del Ienissei i al nord del Baikal difereixen de les cultures prehistòriques de les altres parts del nord d'Àsia. Hi ha evidència més sòlida de l'habitual per a la permanència dels assentaments des del Mesolític fins a la segona meitat del primer mil·lenni de, quan es donà la transició encara no del tot clara al període medieval. Malgrat l'enorme extensió geogràfica de l'àrea, només s'observen petites diferències locals, i això indica que eren nòmades molt itinerants. La primera cultura a Shakà que feu ceràmica fou la Syalach, que ha estat datada per radiocarboni en el cinquè mil·lenni ae: es coneix per un tipus de ceràmica ornada amb motius de xàrcia i franges amb punxades. Les seues restes inclouen armes i ferramentes fetes de pedra i os. Se'n coneixen assentaments, i alguns ja n'estaven en ús en el Mesolític, en què les troballes es limiten a fogons i fosses, mentre que les restes de construccions hi són totalment absents. Per tant, la cultura Syalach eren nòmades que sobrevivien per la caça i la pesca i habitaven certs llocs segons les estacions de l'any.
Aquesta cultura a poc a poc es transforma en la cultura Belkatshi sense una separació clara. La seua terrisseria presenta adorns de cordes, ratlles, línies en ziga-zaga i semblants. Enterraven els morts d'esquena en tombes de fang. No s'aprecien grans diferències amb la cultura precedent. La cultura Ymyjachtach, que perdurà durant tot el segon mil·lenni ae, està marcada per un nou tipus de "gofra ceràmica": té la part superior decorada amb impressions tèxtils. Cap a finals del segon mil·lenni ae, el treball en bronze arriba a Sakhà, i això marca el començament de la cultura Ust-Mil. En el primer mil·lenni ae, es desenvolupa una cultura independent a la península de Taimir, que compartia característiques bàsiques amb la cultura Ust-Mil. L'edat de ferro comença a Sakhà al voltant del s. V ae, però a banda de l'adopció d'armes i eines de ferro, no marca un canvi important en la cultura material.
El desenvolupament cultural en la zona neolítica i eneolítica del Baikal presenta unes circumstàncies semblants a les de Shakà fins a l'aparició, en l'edat de bronze tardana, de la cultura de les Tombes de lloses. També ací hi havia algunes sitges de molts nivells que es remuntaven al Mesolític, amb fogons, fosses de fem i pous de rebost, però sense restes d'edificacions. La ceràmica era semblant a la de Shakà i mostra una evolució paral·lela. Les inhumacions es fan sobretot sobre l'esquena i es cobrien amb lloses de pedra. Una excepció n'és l'àrea del riu Onon, on hi ha tombes a la gatzoneta. Les tombes i restes òssies indiquen que els habitantes vivien de la caça d'ossos, peixos, uapitins i castors. La importància de la caça es reflecteix en les escultures d'ossos i superfícies rocoses. Els temes principals són les persones caçant animals. A diferència de Shakà, el pasturatge s'adoptà a la zona del Baikal abans de l'edat mitjana; las primeres evidències provenen de la cultura calcolítica Glazkovskaya.

### Societats sedentàries de Sibèria occidental i la regió del Baikal
Des del Neolític o a principis de l'Eneolític, alguns grups sedentaris en què el pasturatge exercia un important paper econòmic apareixen al sud-oest de Sibèria. La transició al nou sistema econòmic i al sedentarisme fou molt suau. Després s'estengué a la regió del Baikal, on la influència del nord de la Xina també degué tenir impacte.

#### Ceràmica

(Figura A) Vas de la cultura d'Igrékovo de l'edat del bronze mitjà (Sibèria occidental, cap al 2000 ae) amb fileres de punció

Al llarg del període prehistòric siberià, des del Neolític fins a l'edat del ferro, hi ha molt poca varietat de tipus ceràmics. La majoria de restes ceràmiques són vasos redons bulbosos, sovint amb vora doblegada. En el Neolític tenien bases còncaves, mentre que més tard les bases planes se'n fan més comunes. A l'orient de l'estepa de l'oest de la selva siberiana, als boscs de l'Obi, Irtix i Ienissei, la decoració consistia en patrons de pinta, fileres de burxades i clotets, disposats en llargues sèries (Figura A).

(Figura B) Vas de l'edat mitjana de la cultura d'Andrónovo (centre del Kazakhstan, cap al 1600 ae) amb bandes de meandre i triangles aombrats

Durant el dramàtic creixement de la cultura d'Andrónovo en l'edat de bronze, un altre tipus de decoració s'expandí per la zona: són la ceràmica amb bandes de meandre, espigues i triangles (figura B). Aquest tipus de ceràmica perdurà fins a l'edat del ferro a l'oest de Sibèria; s'hi pot veure, però, un marcat declivi en la decoració, contemporani a l'entrada dels nòmades escites i hongaresos sàrmates. Això s'aplica fins i tot a les cultures nòmades.

#### Art i petites troballes
Tret de la decoració abstracta de la ceràmica, els objectes artístics es troben al sud de Sibèria només a principis de l'edat del bronze.

Fragment de ceràmica amb màscara antropomorfa (cultura Samus, edat del bronze primerenca cap a l'any 2000 ae)

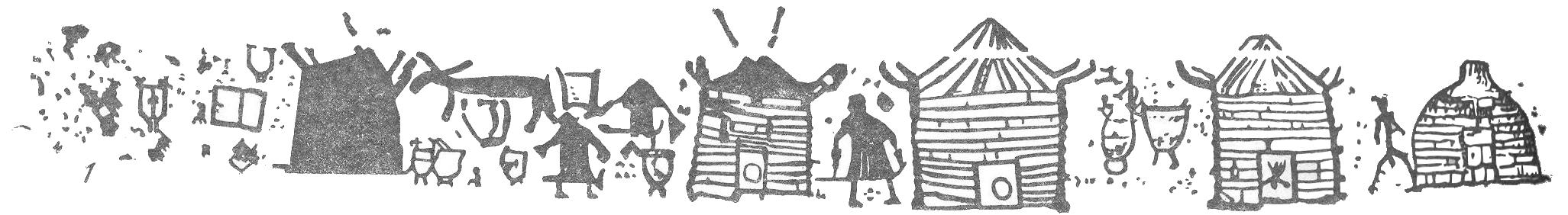
Imatge en la cara d'una roca de la cultura de Tagar de l'edat del ferro (Ienissei Mitjà, s. IX-III ae), que representa un poblat

Els objectes de la cultura Karàkol a Altai i l'Okunev al centre del Ienissei tenen motius antropomòrfics en plaques de pedra i esteles; la cultura Okunev també creà escultures humanoides. L'art de la cultura Samus de l'alt Obi s'hi relaciona. A més d'escultures humanoides i caps humans gravats en terrissa, la cultura Samus produí fal·lus de ceràmica i caps d'animals. La propera cultura Susgun produí figures humanoides en os. Els únics objectes artístics de l'edat del bronze tardà són les primeres pedres de cérvol del sud de Sibèria, esteles de pedra adornades amb imatges de cérvols, que després imitarien els escites.
L'estil animal dels nòmades a cavall de Sibèria del sud només influí en les cultures de les terres baixes de l'oest de Sibèria. Un estil únic va crear la cultura Kulaika i els seus veïns al centre i baix Obi: fabricaren figures de bronze d'animals i persones, sobretot d'àguiles i ossos.

#### Arquitectura
El material de construcció predominant prehistòric al nord d'Àsia era la fusta; la pedra s'usava com a fonamentació a tot estirar. La majoria de les cases eren estructures estretes, enfonsades a menys d'un metre de fondària a la terra i amb un traçat rectangular o circular. Rares vegades n'hi ha formes ovalades o poligonals. L'estructura dels sostres degué ser de fusta o a dues aigües. En moltes cultures, es construïa un petit pòrtic semblant a un corredor davant l'entrada. A vegades hi havia llars dins les cases.

Poblat fortificat, similar a una ciutat, de la cultura Irmènia tardana (finals de l'edat del bronze, 1100 ae) a Tshitsha, a l'oest de Sibèria

Les planes inundables i les ribes dels llacs eren els llocs preferits per als poblats: podien adoptar formes completament diferents en diferents cultures; petits grups de cases, grans assentaments no fortificats, assentaments fortificats semblants a una ciutat i complexos de forts elevats s'hi troben. En totes les cultures sedentàries hi ha molts grupets de cases semblants als pobles. A vegades, com l'assentament eneolític de Botai al riu Ixim, s'expandeixen molt. No era rar que els poblats més grans tingueren murs i cementeris externs, com en el cas dels siberians de l'oest de Sintashta i Tshitsha. L'espai interior d'aquests poblats de tipus urbà era dens i ple de cases rectangulars, i això ja és una forma d'urbanisme. Els assentaments fortificats en indrets elevats, com els situats a la vall de Minussinsk i Khakàssia en l'edat del ferro i del bronze, es distingeixen d'aquests poblats per la seua dimensió petita. El seu propòsit encara no és clar; poden haver estat refugis temporals, residències de les elits o santuaris.

#### Societat
A diferència dels grups nòmades d'èpoques anteriors i de la Sibèria nord-oriental, es poden veure estructures socials complexes en els grups sedentaris de la Sibèria occidental a principis de l'edat de bronze. La seua existència està reflectida en els poblats de tipus urbà i en la diferenciació social que es palesa en els objectes funeraris. En l'edat del bronze mitjana, aquesta evolució sembla haver-se revertit, i la diferenciació social només és recognoscible de nou en l'edat del bronze tardana i l'edat del ferro. Com que la part septentrional de l'oest de Sibèria era desconeguda per a les antigues cultures alfabetitzades i els antics habitants d'aquesta zona no han deixat material literari, és difícil fer afirmacions detallades sobre la seua societat. En referència a les poblacions dels Wu-sun establertes a Tian Shan i Jetissú, les fonts xineses indiquen l'existència d'un rei i alguns nobles.

#### Economia
L'economia de la població sedentària a la Sibèria prehistòrica estava dominada pel pasturatge. El bestiar boví era criat intensivament en totes les cultures, igual que les ovelles i cabres. La cria de cavalls fou molt important a l'oest de Sibèria, sobretot al començament de l'edat del ferro. Una imatge una mica diferent donen les troballes dels Xiongnu, que també havien domesticat porcs i gossos. La caça i la pesca foren al principi un suplement important, però perderen importància amb el temps.
Sobre la base d'importants restes d'eines i possibles restes de sistemes d'irrigació, molts investigadors han proposat un ampli ús de l'agricultura, però altres estudiosos afirmen que les restes de cereals i altres proves evidents només es troben en les cultures més australs, com les restes dels Wu-sun de Tian Shan i Jetissú. Allí, igual que al nord del territori de Xiongnu, es cultivava mill, blat i arròs. Les llavors de mill apareixen també a les tombes de Tuvà, i això potser indica que una població desconeguda fins ara d'agricultors assentats podrien haver estat responsables del treball metal·lúrgic de la zona i convivien al costat dels nòmades a cavall.
Des de l'Eneolític, l'activitat minera i metal·lúrgica s'hi treballà. Això es manifesta en troballes d'escòries, ferramentes i tallers en diferents contexts culturals.

#### Religió i pràctiques funeràries

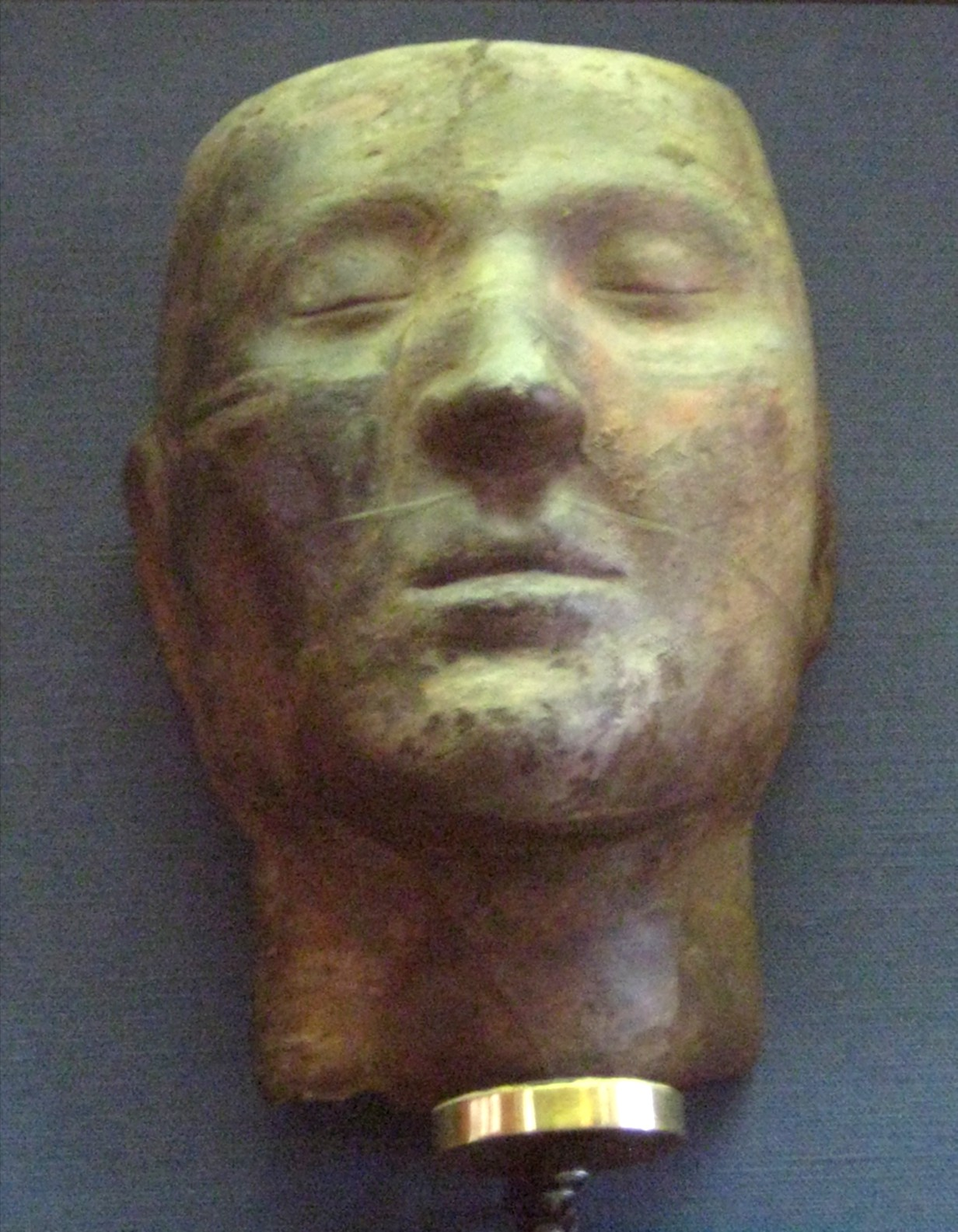
Màscara fúnebre d'una tomba de la cultura Tashtyk (s. I-IV de, Minussinsk)

Els costums funeraris de les societats sedentàries es caracteritzaven per una gran varietat. En l'Eneolític de Sibèria occidental, hi ha tombes senzilles i planes, on el cadàver està ficat al llit de sobines. En l'edat del bronze primerenca, es construïren kurgans, els habitants eren membres d'una classe guerrera acabada de desplegar-se (si s'ha de jutjar pels objectes enterrats amb ells) i no els enterraren en simples fosses, sinó en estructures de fusta o pedra. Ja en l'edat del bronze mitjana, durant la cultura d'Andrónovo, es troben kurgans però sense diferències respecte als objectes funeraris. Els cossos s'enterraven ajupits o cremats. Una mica més tard, en la cultura de Karasuk, al centre del Ienissei, les tombes tenen recintes rectangulars de pedra, que es convertiren en els kurgans de pedra característics de la zona de la cultura de Tagar en l'edat del ferro. Un lloc especial ocupa la cultura de les Tombes de lloses de l'edat del ferro a l'àrea del Transbaikal; els seus morts se soterren en cistes de pedra. L'enterrament de cossos ficats al llit d'esquena que es practicava a l'oest de Sibèria continuà en les cultures escites del sud de Sibèria.
Només es coneixen santuaris aïllats. Hi ha molts indrets d'ofrenes calcinades a prop de la necròpoli de la cultura eneolítica d'Afanàssievka al sud de Sibèria. Eren simples cercles de pedra que contenien cendres, terrisseria, ossos d'animals i eines fetes de coure, pedra i os. Les construccions circulars que contenen estaques i murs de fusta, a les necròpolis properes al poblat de Sintashta en l'edat del bronze, devien ser edificacions religioses.

### Pobles esteparis de l'edat del ferro de l'Àsia central i oriental
Els nòmades a cavall característics de l'estepa asiàtica fins als temps moderns són un fenomen relativament recent. Fins i tot a la fi del segon mil·lenni ae, els pastors ja establerts vivien a les zones àrides de l'Àsia central. Foren reemplaçats pels primers nòmades a cavall durant el primer mil·lenni ae d'una manera que no és del tot clara. La transició cap als grups sedentaris més al nord fou fluïda en molts indrets. Els habitants del Minussinsk continuaven sent pastors establerts fins i tot en l'edat del ferro, però la seua cultura mostra una gran afinitat amb els nòmades veïns. Els Xiongnu, a la regió de Transbaikal, mostren característiques tant de nòmades a cavall com de pastors i agricultors assentats. La situació al nord de Tianshan i Jetissú és notable, a principis de l'edat del ferro hi vivien els Sakas nòmades, però la zona fou ocupada posteriorment pels sedentaris Wu-sun.
Les anteriors cultures nòmades, les apleguen els arqueòlegs usant el terme "escita", que és l'antic terme grec per a un grup de nòmades a cavall que vivien al nord de la mar Negra; en un sentit més ampli es referia a tots els nòmades a cavall de l'estepa euroasiàtica. El s. III de marca el començament del període hunosàrmata, dit així per dos grups nòmades del sud de Rússia, que perduraren fins a l'establiment del kanat turc al s. VI de.

#### Art

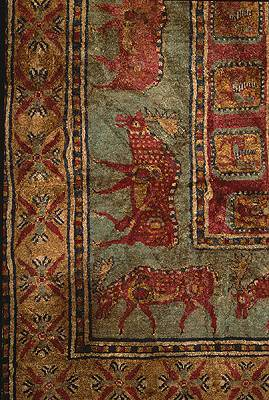
Catifa amb animals, Pazyryk

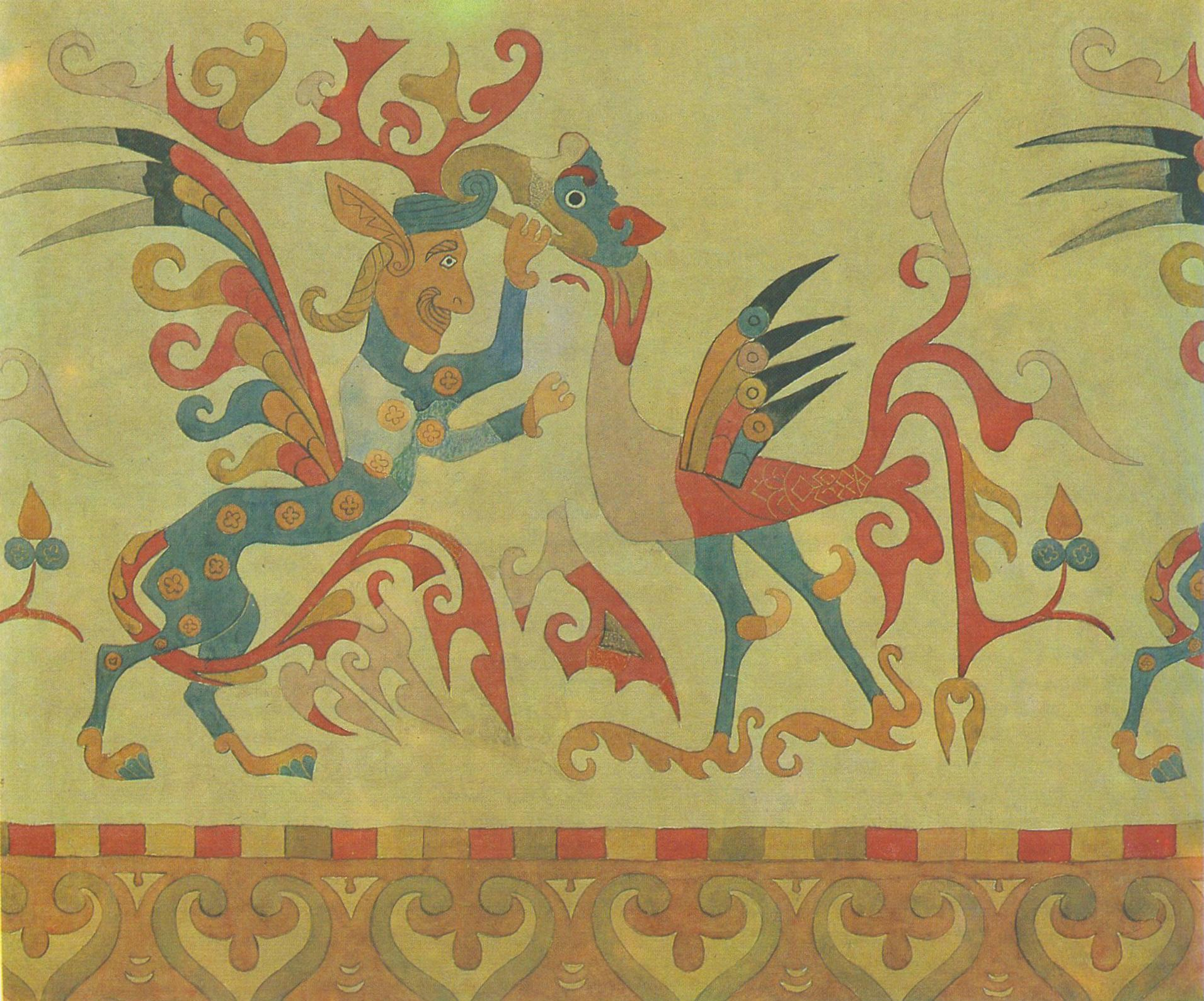
Estora de feltre que representa una batalla entre un ésser híbrid i un griu (Pazyryk)

Mentre que l'art de les cultures establertes a l'estepa asiàtica de l'edat del bronze estava dominat per motius antropomorfs, l'adveniment dels nòmades a cavall introduí un estil animal escitosàmata, que compartien tots els pobles esteparis d'Àsia i Europa oriental. Els motius bàsics eren un repertori d'animals salvatges, amb notable absència dels que eren importants per a la vida quotidiana dels nòmades a cavall. Així, les representacions de cavalls i de persones són extremament rares. En canvi, els motius comuns són cérvols, normalment gitats, gats grans (que indiquen la influència del Pròxim Orient), grius i híbrids. De vegades els animals apareixen entrellaçats, les parelles de diferents espècies d'animals poden estar unides de manera ornamental, o barallant-se entre si. Una filera dels membres de la mateixa espècie sovint apareix a les vores, mentre que les parts aïllades dels animals, com els caps, sovint serveixen com a adorn.
Especialment a les estepes occidentals es troben objectes de metall quasi sempre decorats amb elements d'estil animal. En el permagel del sud de Sibèria i Transbaikal hi ha també estores de feltre i altres tèxtils amb elements de l'estil animal, entre els quals mereix especial atenció un cigne de feltre farcit de molsa. La pedra s'utilitzà poc, sobretot en l'anomenat "estela del cérvol", probablement antropomorfa, decorada amb un cérvol: es troben al sud de Sibèria, Transbaikalia i Mongòlia. Finalment, els cossos de persones importants es tatuaven amb motius de l'estil animal.
Els orígens de l'estil animal no són clars. Amb possibles interrelacions amb l'art oriental antic, s'ha proposat una forta influència del sud. La datació primerenca d'algunes peces del sud de Sibèria, però, fa més probable una expansió local a les estepes. És cert que especialment a Àsia central i a la zona nord de la mar Negra, però, l'art grec i persa tingué gran influència en l'art dels pobles esteparis.

#### Societat
Les característiques conegudes, compartides per les societats de les cultures nòmades a cavall de l'edat del bronze, inclouen una poderosa elit guerrera, la riquesa de la qual es manifesta en els elaborats objectes funeraris. Molt interessants en aquest context són els informes xinesos que donen descripcions detallades de la societat del Xiongnu. Segons ells, la població estava dividida en una mena de clans, que s'agrupaven en grans aliances. Els seus líders mantenien una estricta jerarquia i estaven sota l'autoritat dels Chan-yu, comandants de la confederació de Xiongnu.

#### Economia
Els nòmades a cavall de l'interior d'Àsia eren pastors nòmades i devien viatjar en grups més aviat petits. Tenien sobretot ovelles, cabres i cavalls, i en algunes zones altres animals, com el camell. L'agricultura, la conreaven paral·lelament poblacions assentades, però no hi devien exercir un paper important. L'extracció de minerals i la metal·lúrgia, conegudes per algunes cultures nòmades, la degueren realitzar grups establerts molt esquius.

#### Religió i pràctiques funeràries
Totes les cultures nòmades a cavalls compartien l'enterrament dels morts en tombes estretes conegudes com a kurgans. La grandària n'és molt variable, amb un radi entre 2 i 50 m i una alçada inferior a un o més de 18 m, cosa que evidentment reflecteix diferències socials.

Kurgan de Pazyryk a Altai. Al centre hi ha un pou i detritus deixat pels saquejadors de tombes

En algunes regions, els kurgans estan envoltats per diversos tipus de tancat de pedra. Les tombes més o menys rectangulars de la cultura de Tagar tardana a vegades estaven envoltades per una filera de pedres a la vora del monticle del kurgan, que es dividia per pedres més altes a intervals regulars; després aquestes estaven generalment només a les cantonades. En la cultura de Tuvà, a l'edat del ferro, alguns però no tots els kurgans estaven envoltats per un mur de pedra rectangular o redó. Els kurgans mateixos foren parcialment construïts de terra i parcialment de pedra, amb variacions per zones.
En el terreny sota el kurgan hi havia una o (molt sovint) més tombes. El cos jeia en una cambra de fusta o en una pedra. Els objectes funeraris trobats amb ells indiquen que les cambres de fusta estaven reservades per a persones riques. Mentre que en els enterraments de l'edat del bronze els cossos se solien col·locar a la gatzoneta, en l'edat del ferro els morts solien estar ficats al llit de sobines. L'evidència sobre tractament dels morts només es coneix a Altai i Tuvà, on alguns cossos han estat preservats pel gel, fent-ne possible un estudi detallat. No és clar si el dany al crani reflecteix lesions que van ocórrer abans o després de la mort. Les trepanacions no poden ser assumides. Després que els treien els intestins, els cadàvers eren tatuats i embalsamats. Aquestes tradicions són descrites també per l'historiador grec Heròdot, que parlà sobre els escites del nord de la mar Negra en la seua obra del s. V ae, i és la principal font grega sobre els escites. Fins i tot el seu relat sobre la inhalació de cànnabis en petits grups durant el funeral ha estat corroborat per les troballes dels enterraments de Pazyryk. Aquesta corroboració no sols afirma l'exactitud d'Heròdot, sinó que també indica l'homogeneïtat cultural dels pobles esteparis de l'oest de Sibèria, l'Àsia central i del nord de la mar Negra. Els grans kurgans del Xiongnu presenten, però, un quadre prou diferent. Allí les cambres funeràries són més fondes i s'hi accedeix per una rampa.
A més del cadàver, les cambres funeràries contenien objectes fúnebres, la riquesa dels quals podia variar dramàticament. Els guerrers muntats comuns eren enterrats amb un cavall i armes; les dones eren enterrades amb un cavall, un ganivet i un espill. Podien incloure fins a vint-i-cinc cavalls ricament equipats i un carruatge elaborat; la cambra funerària era construïda amb taules de fusta (sovint de làrix). El cos, juntament amb una dona que devia acompanyar el difunt en la mort, jeia, vestit, en un llarg taüt de tronc d'arbre. A Noin Ula, a Mongòlia, enterraren les trenes d'una dona en comptes de la dona mateixa.Exemples excel·lents de kurgans són les necròpolis de Pazyryk a Altai, Noin Ula a Mongòlia i Arzhan a Tuvà, on la matèria orgànica fou preservada pel permagel. Així, s'hi trobaren estores de feltre que decoraven les parets interiors de la cambra funerària, carreus ornats i diverses classes de roba. Tot i que grans kurgans han estat despullats del contingut pels saquejadors de tombes, encara en queden exemples excepcionals, incloent-hi molts objectes d'or.
A causa de l'absència generalitzada de fonts escrites, la recerca sobre la religió dels esteparis es basa en paral·lelismes amb els pobles posteriors i en les troballes arqueològiques. Els rituals funeraris no deixen dubte sobre la creença en una vida després de la mort, en què els morts necessitaven els mateixos articles materials que tenien en vida, per això els enterraven amb ells.